# ゲイリー・グラッブス
ゲイリー・グラッブス（Gary Grubbs,  1949年11月14日 - ）は、アメリカ合衆国の俳優である。

## 来歴
1949年、ミズーリ州アモリーに生まれる。1977年にロサンゼルスへ渡り、脚本家としてキャリアをスタート。同年に『ベンジーの愛』で俳優デビューも果たし、数々のテレビドラマや映画へ出演し、主に脇役として活躍。これまでにケヴィン・コスナー主演でオリヴァー・ストーン監督の『JFK』やジョニー・デップ、シャーリーズ・セロン出演の『ノイズ』、人気テレビドラマの映画化作品『Xファイル・ザ・ムービー』などの出演で知られている。近年には日本人監督の北村龍平による『NO ONE LIVES ノー・ワン・リヴズ』やクエンティン・タランティーノ監督の『ジャンゴ 繋がれざる者』へも出演した。

### 私生活
ロサンゼルスへ移る前に、Glenda Meadows Grubbsと結婚しており、2人の間には2人の子供がいる。

## 出演作品

### 映画
- ベンジーの愛 For the Love of Benji (1977) ※ノークレジット
- 夢のサーフシティー Deadman's Curve (1978) ※テレビ映画
- 激走!コンボイウーマン・ウイラ Willa (1979)
- 冤罪 Gideon's Trumpet (1980) ※テレビ映画
- The Return of Frank Cannon (1980) ※テレビ映画
- コンドミニアム Condominium (1980)
- ボーター The Border (1982)
- センチメンタル・アドベンチャー Honkytonk Man (1982)
- For Love and Honor (1983) ※テレビ映画
- シルクウッド Silkwood (1983)
- Ernie Kovacs: Between the Laughter (1984)
- バーニング・ベッド The Burning Bed (1984)
- 疑惑 Fatal Vision (1984)
- Convicted (1986)
- Say Yes (1986)
- Guilty of Innocence: The Lenell Geter Story (1987)
- ポーカー・アリス Poker Alice (1987)
- 消えたセクシー・ショット Nadine (1987)
- ブロンド捜査網/フィクサーXを追え Carly's Web (1987)
- 別れの時 Foxfire (1987)
- 可愛い悪女 And God Created Woman (1988)
- テネシー・ナイツ Tennessee Nights (1989)
- The Court-Martial of Jackie Robinson (1990)
- Without Warning: The James Brady Story (1991)
- JFK JFK (1991)
- マザー Honor Thy Mother (1992)
- A Child Lost Forever: The Jerry Sherwood Story (1992)
- The Ernest Green Story (1993) ※テレビ映画
- Telling Secrets (1993)
- ミラクル・ベビー Miracle Child (1993)
- しゃべりすぎた女 The Positively True Adventures of the Alleged Texas Cheerleader-Murdering Mom (1993)
- River of Rage: The Taking of Maggie Keene (1993)
- ミッドナイト・ラン2/好かれる逃亡者 Midnight Runaround (1994)
- The Stranger Beside Me (1995)
- Love's Deadly Triangle: The Texas Cadet Murder (1997) ※テレビ映画
- 虹の歌 Journey of the Heart (1997)
- ゴーン・フィッシン' Gone Fishin'  (1997)
- Xファイル・ザ・ムービー The X Files (1998)
- ノイズ The Astronaut's Wife (1999)
- パイソン Python (2000)
- ダブル・テイク Double Take (2001)
- スプリング・ブレイク 自己弁護大騒動 Spring Break Lawyer (2001)
- Journey of Redemption (2002)
- ニューオーリンズ・トライアル Runaway Jury (2003)
- Ray/レイ Ray (2004)
- デッドマン・コーリング The Dead Will Tell (2004) ※テレビ映画
- The Madam's Family: The Truth About the Canal Street Brothel (2004)
- グローリー・ロード Glory Road (2006)
- For One Night (2006) ※テレビ映画
- Not Like Everyone Else (2006)
- オール・ザ・キングスメン All the King's Men (2006)
- ラストタイム 欲望が果てるとき The Last Time (2006)
- デジャヴ Deja Vu (2006)
- Deal (2008)
- あいつはママのボーイフレンド My Mom's New Boyfriend (2008)
- ジェシカ・シンプソンのミリタリー・ブロンド Major Movie Star (2008)
- エレクトリック・ミスト 霧の捜査線 In the Electric Mist (2009)
- プリズン・ブレイク ファイナル・ブレイク Prison Break: The Final Break (2009) ※ビデオ作品
- バッド・ルーテナント The Bad Lieutenant: Port of Call - New Orleans (2009)
- Alabama Moon (2009)
- Good Intentions (2010)
- カメレオン The Chameleon (2010)
- Revenge of the Bridesmaids (2010)
- カリフォルニア・ガール～禁じられた10代～ Dirty Girl (2010)
- ハウンド・ドッグ Hound Dogs (2011)
- The Chaperone (2011)
- Game Time: Tackling the Past (2011)
- Mardi Gras: Spring Break (2011)
- カージャック Carjacked (2011)
- TATSUMAKI －タツマキ－ Storm War (2011)
- リコシェ Ricochet (2011)
- Bending the Rules (2012)
- バトルシップ Battleship (2012)
- Hell and Mr. Fudge (2012)
- NO ONE LIVES ノー・ワン・リヴズ No One Lives (2012)
- ジャンゴ 繋がれざる者 Django Unchained (2012)
- セカンド・サイト Second Sight (2013)
- The Door (2013)
- ホットフラッシュ～ワタシたちスーパー・ミドルエイジ! The Hot Flashes (2013)
- パークランド ケネディ暗殺、真実の4日間 Parkland (2013)
- デビルズ・ノット Devil's Knot (2013)
- サボタージュ Sabotage (2014)
- レフト・ビハインド Left Behind (2014)

### テレビドラマ
- 地上より永遠に From Here to Eternity (1979)
- チャーリーズ・エンジェル Charlie's Angels (1979)
- 爆発!デューク The Dukes of Hazzard (1979, 1982)
- 白バイ野郎ジョン&パンチ CHiPs (1979, 1982)
- ロックフォードの事件メモ The Rockford Files (1980)
- Young Maverick (1980)
- ヒルストリート・ブルース Hill Street Blues (1981)
- わが家は11人 The Waltons (1981)
- アメリカン・ヒーロー The Greatest American Hero (1981)
- ハッピーデイズ Happy Days (1982)
- マッシュ M*A*S*H (1982)
- 掠奪された七人の花嫁 Seven Brides for Seven Brothers (1983)
- Knots Landing (1983)
- Three's Company (1983)
- 私立探偵マグナム Magnum, P.I. (1984)
- ハーフ・ネルソン Half Nelson (1985)
- 特攻野郎Aチーム The A-Team (1986)
- ゴールデン・ガールズ The Golden Girls (1986)
- 南北戦争物語 愛と自由への大地 North and South, Book II (1986)
- パトカーアダム30 T.J. Hooker (1986)
- Silver Spoons (1986)
- マトロック Matlock (1987)
- Married with Children (1987, 1996)
- 227 (1988)
- The Highwayman (1988)
- ディズニー・ランド Disneyland (1988, 1989)
- ファミリータイズ Family Ties (1989)
- パラダイス Paradise (1989)
- Hull High (1990)
- ハンター Hunter (1990)
- ジェシカおばさんの事件簿 Murder, She Wrote (1990)
- Evening Shade (1991)
- 愉快なシーバー家 Growing Pains (1991, 1992)
- L.A.ロー 七人の弁護士 L.A. Law (1992)
- タイム・トラックス Time Trax (1993)
- Heaven & Hell: North & South, Book III (1994)
- ザ・ウォッチャー The Watcher (1995)
- Xファイル X-File (1995)
- ランズエンド -闇の孤島- Land's End (1995)
- デイヴの世界 Dave's World (1995)
- Second Noah (1996)
- Boston Common (1996)
- キャロライン in N.Y. Caroline in the City (1997)
- サブリナ Sabrina, the Teenage Witch (1997)
- 犯罪捜査官ネイビーファイル JAG (1998)
- Touched by an Angel (1998)
- ER緊急救命室 ER (1998)
- ドクタークイン 大西部の女医物語 Dr. Quinn, Medicine Woman (1998)
- ふたりは友達? ウィル&グレイス Will & Grace (1998 - 1999)
- Any Day Now (1999)
- ビバリーヒルズ高校白書 Beverly Hills, 90210 (2000)
- プロファイラー/犯罪心理分析官 Profiler (2000)
- The Agency (2001)
- エンジェル Angel (2001, 2004)
- The Court (2002)
- NCIS 〜ネイビー犯罪捜査班 NCIS: Naval Criminal Investigative Service (2003)
- ワン・オン・ワン One on One (2003)
- プリズン・ブレイク Prison Break (2006)
- The OC The O.C. (2006, 2007)
- K-Ville (2007)
- マンイーター Maneater (2009)
- ウェイバリー通りのウィザードたち Wizards of Waverly Place (2010)
- ジーク アンド ルーサー Zeke and Luther (2011)
- Common Law (2012)
- クリミナル・マインド FBI行動分析課 Criminal Minds (2012)
- BONES Bones (2013)
- メンタリスト The Mentalist (2014)
- Murder in the First (2014)

## 参照
1. 1 2  “Gary Grubbs Biography”. 2014年8月3日閲覧。